# Deyvid Sacconi
Deyvid Sacconi (nacido el 10 de abril de 1987) es un futbolista brasileño que se desempeña como centrocampista.
Jugó para clubes como el Guarani, Palmeiras, Goiás, Bragantino, Vegalta Sendai, FK Khazar Lankaran, ABC, Esteghlal Khuzestan FC y São Caetano.

## Trayectoria

### Clubes
| Club                   | País          | Año         |
| ---------------------- | ------------- | ----------- |
| Guarani                | Brasil        | 2006 - 2007 |
| Palmeiras              | Brasil        | 2007 - 2012 |
| Goiás                  | Brasil        | 2010        |
| Grêmio Barueri         | Brasil        | 2010        |
| Náutico                | Brasil        | 2011        |
| Bragantino             | Brasil        | 2011        |
| Vegalta Sendai         | Japón         | 2012        |
| Bragantino             | Brasil        | 2013        |
| FK Khazar Lankaran     | Azerbaiyán    | 2013 - 2014 |
| ABC                    | Brasil        | 2014        |
| Atlético Sorocaba      | Brasil        | 2015        |
| Luverdense             | Brasil        | 2015        |
| Daegu FC               | Corea del Sur | 2016        |
| Esteghlal Khuzestan FC | Irán          | 2016        |
| São Caetano            | Brasil        | 2017        |
| Brasil                 | Brasil        | 2018        |